# 民話
民話（みんわ、英: folktale, folk story）、民間説話（みんかんせつわ）は、民衆（柳田國男のいう「常民」）の生活のなかから生まれ、民衆によって口承（口伝えで伝承）されてきた説話のこと。

## 概要
昔話のほか、伝説、世間話その他を含める。口承文学、また民俗資料の一。民譚（みんだん）ともいう。研究する学問は民俗学。
ルーツは神話にあると言われ、例えば日本の『古事記』は語り部の稗田阿礼が口述したのを太安万侶が筆録した物である。日本の神話の中でも特定の地名などに由来したものは伝説に含まれうる（高千穂の峯に神々が降りたという天孫降臨など）。アイヌのユーカラも内容は神話だが口承で伝えられてきた。
なお、研究の対象にするためには後に残すことの出来る記録という手段をとらざるを得ず純粋な口承のみで知られた昔話・伝説は少ない。また伝承する人が居なくなれば絶えるという制約や、伝統が変容する前に記録保存しようとする動機から文字が伝わった地域では文書化が試みられた（北欧神話など）。長い間筆録に限られていたが現代では技術の進歩によりテープレコーダーなどでの録音が可能になった。

## 民話の分類
民話は、内容や形式によって、大きく「昔話」「伝説」「世間話」に分けられる。
- 昔話（ムカシ、ムカシコ、ムカシガタリ）
  - 「むかし」という確かではない時や「あるところに」という不明な場所を用い、本当にあったかどうかは知らないけれどという心持ちで語り継がれる話。「てっぺんぐらりん」「どんどはれ」「とっぴんぱらりのぷう」などで終わることが多い。

- 伝説（イイツタエ、イワレ）
  - ある特定の人物や時、場所と深く結びつき、少しは信じてほしいという心持ちを含んで、説明的に語り継がれる話。弘法大師や源義経など歴史上著名な人物が伝説の主人公となることも多い。古代の人物にまつわるときはしばしば神話と区別しがたい。

- 世間話
  - 自らが主人公として狐に化かされたという類の話。近隣の人や親族、親戚が主人公である場合もある。実話や体験談のかたちで口承される。

昔話、神話、伝説、世間話の違いを表にすると以下のとおりとなる。
| 種類   | 語られる人物・時・場所 | 語られ方                                       | 語り・話のかたち |
| ------ | ---------------------- | ---------------------------------------------- | ---------------- |
| 昔話   | 不特定                 | 事実かどうかわからない（おそらく事実ではない） | あり             |
| 神話   | 特定                   | 事実かどうかわからない（おそらく事実ではない） | なし             |
| 伝説   | 特定                   | 少しは事実かもしれない（少しは信じてほしい）   | なし             |
| 世間話 | 特定                   | 事実である（信じてほしい）                     | なし             |

これらが、何かの由来の説明につながるときは由来譚と称する。英雄や高僧などの伝説による地名由来譚は全国各地に分布している。
なお、民話も含め、子供向けの説話を一般に童話と称する。

## 関連文献
- 桜井徳太郎『昔話の民俗学』講談社〈講談社学術文庫〉、1996年5月。ISBN 978-4061592292。